# 世界韓国語認証試験
世界韓国語認証試験（せかいかんこくごにんしょうしけん）、またはKLPTは、ハングル学会の支部組織世界韓国語認証試験委員会が主管する朝鮮語を母語としない人を対象とした朝鮮語の試験。

## 歴史
ハングル学会は朝鮮語を母語としない外国人または在外橋胞を対象とした朝鮮語の試験を開発実施することを目的に2000年、世界韓国語認証試験委員会を発足させる。世界韓国語認証試験第1回の試験は2001年に世界20カ国で実施された。試験は年1回実施され、2004年からは初級者を対象としたBASIC-KLPTも合わせて実施されるようになった。2005年、それまで年1回であった試験をこの年は3回実施し、2006年から年4回実施するようになる。

## 試験要項
- 実施回数：年4回（日本：年2回）
- 受験料：40,000ウォン（日本：7,800円）
- 試験時間：KLPT 110分（うち聞き取り40分）、BASIC-KLPT 90分（うち聞き取り40分）
- 問題数：KLPT 100問、BASIC-KLPT 50問
- 成績評価：KLPT 500点満点、BASIC-KLPT 200点満点
- 評価基準（KLPT）

| 点数    | TOPIK | 韓国語意思疎通能力尺度 | 職場での業務遂行評価尺度 | 語彙尺度  |
| ------- | ----- | --- | --- | --------- |
| 200~245 | 1級   | 日常生活でよく使われる身近な状況に限り、簡単で固定的な応答表現が可能であるが、言語の正確性や完成度は不足である。                                                                                   | 言葉と文字でもって自己表現をするのが難しく、日常生活の制限的で慣例化された状況で限定された意思疎通のみ可能。社会活動をすることは難しい。                                       | 1000      |
| 250~295 | 2級   | 日常生活や対人関係で基本的な意思疎通が可能であるが様々な状況で多様な題材・表現を迅速に駆使することは難しい。                                                                                       | 基本的な語彙でもって短い手紙やメールを書くこと、簡単な業務事項記載が可能で、単純で限定された分野での業務遂行が可能。                                                           | 2000      |
| 300~345 | 3級   | 様々な状況に独自的に対処することができ、日常的に通用する言語表現を大体理解し使用することができる。新聞や雑誌の簡単な記事は概略的な内容を把握することができる。                                     | 簡単な業務報告書を作成することができ、単純で限定された業務分野は迅速に遂行することができる。一般業務中事務職、秘書職、管理職などの業務もある程度する高することができる。       | 3000~4000 |
| 350~395 | 4級   | 日常生活や会社などの一般的状況で多様な表現をそれほど困難なく把握し活用することができる。専門的な水準の内容も大体理解することができ、特定の学問分野で修学も可能。討論、論議で自己の意思表現が可能。 | 基本的な報告書作成が可能で会議や一般的な主題に対する討論、党議に参与することができる。一般分野の業務を円滑に遂行し、事務職、秘書職、管理職などの業務も特に問題なく遂行が可能。 | 5000      |
| 400~445 | 5級   | 複雑で多様な状況で様々な表現を適切に活用、母語話者とも幅広く交流することができ、自己の意思表現が明確で相手を説得することができる。韓国の社会、文化の理解を基に水準の高い言語活動も可能。           | 自身の分野で相当量の報告書作成が可能で、母語話者との会議、セミナーなどで討論、討議が可能で文化活動もすることができる。                                                         | 6000      |
| 450~500 | 6級   | 母語話者水準の自然な意思疎通が可能。 | 相手に自身の意見を納得、説得させ、協議が可能であり、自身の業務分野に対する通訳が可能。                                                                                         | 10000     |